# Carola Dombeck
Carola Dombeck (Merseburg, Alemania, 25 de junio de 1960) es una gimnasta artística alemana especialista en la prueba de salto de potro con la que, compitiendo con Alemania del Este, consiguió ser subcampeona olímpica en 1976.

## 1976
En los JJ. OO. celebrados en Montreal (Canadá) consiguió la plata en salto de potro —tras la soviética Nelli Kim y empatada con la plata con otras soviética Ludmila Tourischeva— y el bronce en el concurso por equipos, tras la Unión Soviética (oro) y Rumania (plata), siendo sus compañeras de equipo: Steffi Kraker, Gitta Escher, Kerstin Gerschau, Angelika Hellmann y Marion Kische.